# Glenea insignis
Glenea insignis é uma espécie de escaravelho da família Cerambycidae. Foi descrito por Per Olof Christopher Aurivillius em 1903.  É conhecida a sua existência na República do Congo, a República Democrática do Congo, a República Centroafricana, Camarões, e Uganda.